# Togny-aux-Bœufs
Togny-aux-Bœufs ist eine französische Gemeinde mit 138 Einwohnern (Stand 1. Januar 2022) im Département Marne in der Region Grand Est. Sie gehört zum Arrondissement Châlons-en-Champagne und zum Kanton Châlons-en-Champagne-3. 

## Geografie
Die Gemeinde Togny-aux-Bœufs liegt an der Guenelle kurz vor deren Mündung in die Marne, etwa 14 Kilometer südöstlich von Châlons-en-Champagne. Sie ist umgeben von folgenden Nachbargemeinden:
| Mairy-sur-Marne |                                             | Vésigneul-sur-Marne |
|                 | Kompassrose, die auf Nachbargemeinden zeigt | Pogny               |
| Coupetz         |                                             | Vitry-la-Ville      |

## Bevölkerungsentwicklung

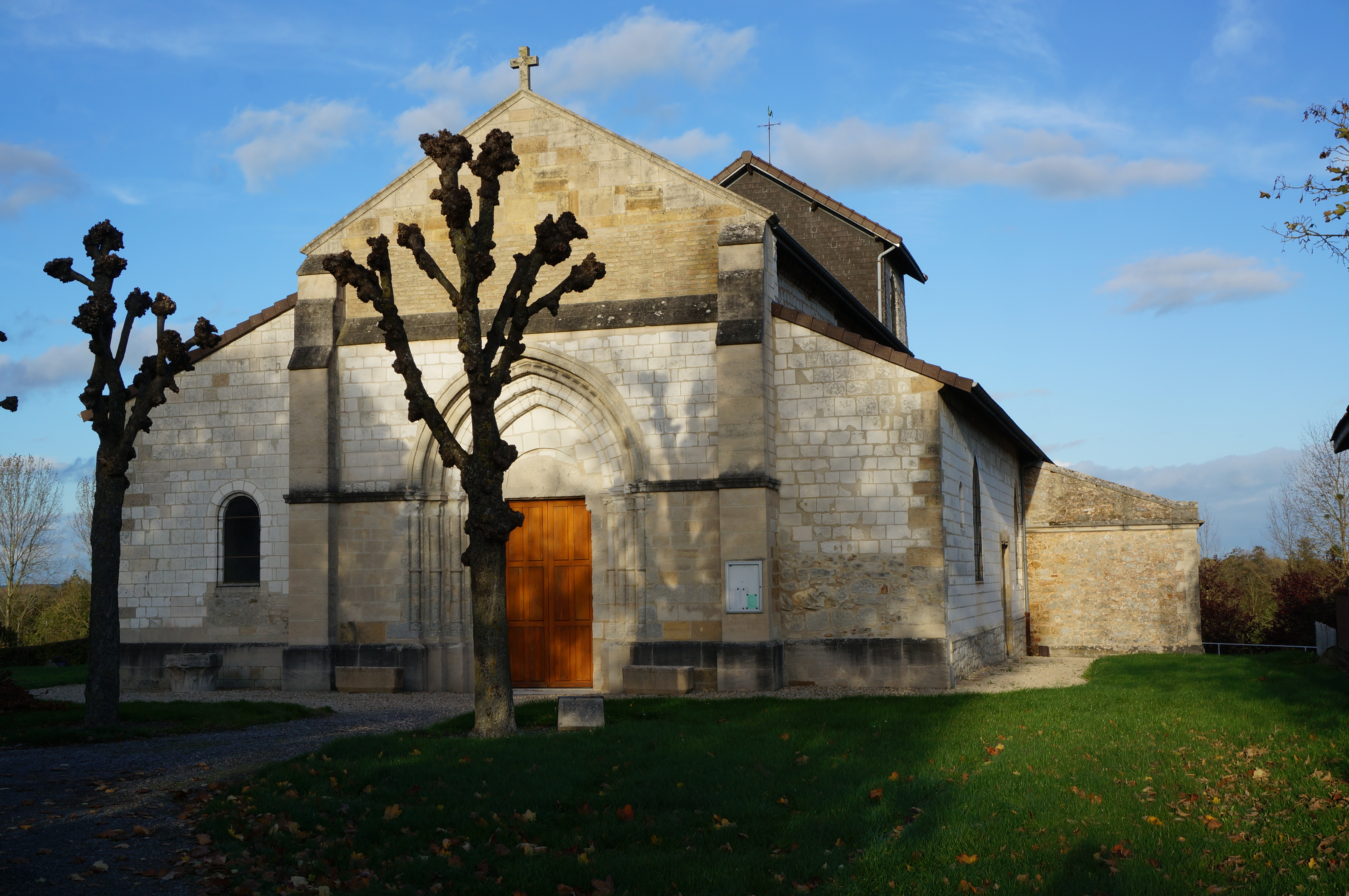
Kirche Saint-Brice

| Jahr                       | 1962 | 1968 | 1975 | 1982 | 1990 | 1999 | 2008 | 2018 |
| -------------------------- | ---- | ---- | ---- | ---- | ---- | ---- | ---- | ---- |
| Einwohner                  | 200  | 163  | 153  | 165  | 166  | 161  | 142  | 138  |
| Quellen: Cassini und INSEE |      |      |      |      |      |      |      |      |